# Ruby Beach
Ruby Beach is een strand in de Amerikaanse staat Washington. Het is het meest noordelijke strand van de zuidelijke stranden van Olympic National Park. Volgens de National Park Service ligt Ruby Beach niet in het park, maar juist op de grens ervan. Het ligt aan de U.S. Route 101 in Jefferson County, zo'n 43 km ten zuiden van het plaatsje Forks.
Zoals het geval is voor alle stranden in de regio, wordt Ruby Beach steevast overspoeld met drijfhout.
Ruby Beach staat bekend als een van de mooiste stranden van het schiereiland Olympic, onder andere door de fotogenieke stacks vlak voor de kust.